# Zbigniew Rau
Zbigniew Rau, né le 3 février 1955 à Łódź, est un juriste et homme politique polonais, professeur de droit à l'université de Łódź, chef du département des doctrines politiques et juridiques et du Centre de recherche sur la pensée politique et juridique. Sénateur de 2005 à 2007, voïvode de Łódź de 2015 à 2019, il est député à la Diète depuis 2019 et ministre des Affaires étrangères depuis août 2020 .

## Biographie
Zbigniew Włodzimierz Rau fait des études à la faculté de droit et d'administration de l'université de Łódź, où il obtient sa maîtrise en 1977 et son doctorat en 1982. Membre dès sa création en 1981 du syndicat Solidarność, il bénéficie dans les années 1980 de bourses lui permettant de poursuivre des études et des recherches dans plusieurs pays, notamment l'Allemagne de l'Ouest, les Pays-Bas, le Royaume-Uni, les États-Unis et l'Australie.
Il revient définitivement à l'université de Łódź en 1995 et reçoit son habilitation universitaire avec une thèse intitulée Contractarianism versus Holism: Reinterpreting Lockes Two Treatises of Government.
Un an plus tard, il devient chef du département des doctrines politiques et juridiques. En 1998, il est nommé délégué du recteur pour l'antenne de l'université de Łódź à Tomaszów Mazowiecki. À partir de 2001, il dirige la chaire de philosophie du droit et d'éthique à l'École salésienne d'économie et de gestion de Łódź (pl). En 2005, il est promu professeur en sciences juridiques. Il fonde et dirige le Centre de recherche sur la pensée politique et juridique Alexis-de-Tocqueville (pl). Il est également membre du conseil scientifique de la revue trimestrielle Prawo i Więź.
En 2005, il s'engage dans le comité de soutien à Lech Kaczyński en vue de l'élection présidentielle. La même année, il présente sa candidature aux élections générales et est élu sénateur sur la liste de Droit et justice dans la circonscription de Piotrków. Il représente durant son mandat le parlement polonais à l'Assemblée parlementaire du Conseil de l'Europe. Il ne se représente pas aux élections législatives anticipées de 2007. En septembre 2008, il est élu à la direction de l'association Ziemia Łódzka XXI. Il est également membre du conseil national du mouvement Pologne XXI.
Le 8 décembre 2015, il est nommé voïvode de Łódź. Lors des élections de 2019, il obtient un mandat de député pour la circonscription de Łódź et quitte en conséquence son poste de voïvode. À la Diète, il est élu président de la commission des affaires étrangères et il devient en 2020 président de la délégation du parlement polonais auprès de l'Assemblée parlementaire du Conseil de l'Europe.
Il se déclare opposé aux droits des minorités sexuelles, fustigeant « l’idéologie LGBT+ » comme une « civilisation de la mort anti-chrétienne ». 
Le 20 août 2020, à la suite de la démission de Jacek Czaputowicz, le président du Conseil des ministres Mateusz Morawiecki le propose pour le portefeuille de ministre des Affaires étrangères et le président de la République Andrzej Duda le nomme le 26 août.
Le ministère des affaires étrangères est en 2023 au cœur d’une polémique après l’octroi de visas polonais à des ressortissants étrangers obtenus moyennant pots-de-vin. Les sommes versées oscillaient entre quelques centaines et plusieurs dizaines de milliers d’euros. Piotr Wawrzyk, vice-ministre des affaires étrangères et responsable des affaires consulaires, et Jakub Osajda chef du bureau juridique du ministère, sont tous deux licenciés.

## Publications
En tant qu'auteur
- Contractarianism versus Holism: Reinterpreting Locke’s Two Treatises of Government, University Press of America, Lanham 1995.
- From communism to liberalism: Essays on the individual and civil society, Wydawnictwo Uniwersytetu Łódzkiego, Łódź 1998.
- Liberalizm. Zarys myśli politycznej XIX i XX wieku, Fundacja Aletheia, Varsovie 2000.
- Forgotten freedom. In search of the historical foundation of liberalism, Wydawnictwo Uniwersytetu Łódzkiego, Łódź 2004.

Ouvrages collectifs
- The Reemergence of Civil Society in Eastern Europe and the Soviet Union, Westview Press, Boulder 1991.
- Księga cnót (choix des textes et introduction), Księgarnia Akademicka, Cracovie 2006.
- Umowa społeczna i jej krytycy w myśli politycznej i prawnej, avec Maciej Chmieliński, Wydawnictwo Naukowe Scholar, Varsovie 2010.
- Tocquevillian Ideas: Contemporary European Perspectives, avec Marek Tracz-Tryniecki, University Press of America, Lanham 2014.
- Bellum iustum versus bellum sacrum. Uniwersalny spór w refleksji średniowiecznej. Konstancja 1414–1418, avec Tomasz Tulejski, Wydawnictwo Adam Marszałek, Toruń 2014.
- Magna Carta. A Central European Perspective of our Common Heritage of Freedom, aavec Przemysław Żurawsk vel Grajewskim et Marek Tracz-Tryniecki, Routledge, Londres 2016.
- Doktryna Polaków: Klasyczna filozofia polityczna w dyskursie potocznym, avec Katarzyna Staszyńska, Maciej Chmieliński et Krzysztof Zagórski, Wydawnictwo Uniwersytetu Łódzkiego et Wydawnictwo Naukowe Scholar, Łódź-Warszawa, 2018.

Traduction
- John Locke, Dwa traktaty o rządzie (Two Treatises of Government), seria Biblioteka klasyków filozofii, Wydawnictwo Naukowe PWN, Varsovie 1992.